# Albert Cuyp (Markt)

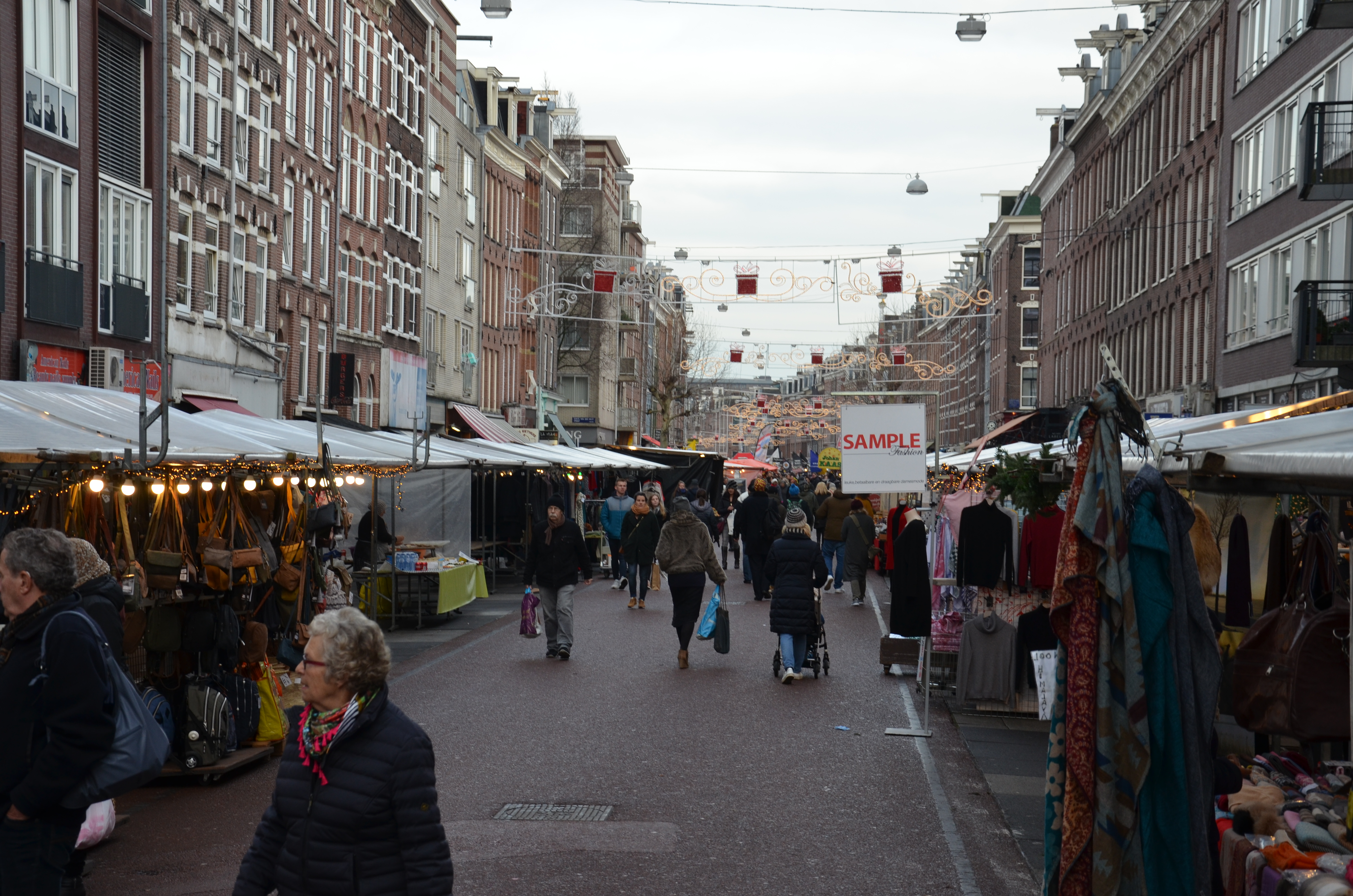
Albert Cuypmarkt

Der Albert Cuypmarkt ist der größte Tagesmarkt in Amsterdam und der bekannteste in den Niederlanden. Seinen Namen hat der Markt von dem niederländischen Landschaftsmaler Albert Cuyp.
Der Markt, de Cuyp, wie er im Volksmund genannt wird, in der Albert Cuypstraat im Amsterdamer Stadtviertel De Pijp wurde 1904 als Samstagsmarkt mit Handkarren und Straßenverkäufern eröffnet. Seit 1912 wird er bis heute (Stand 2012) sechs Tage in der Woche gehalten (Montag bis Samstag). Am Beginn des 20. Jahrhunderts war de Pijp ein Arbeiterviertel mit ca. 15.000 Einwohnern und „Armut, Prostitution und Alkoholismus waren das tägliche Leben“.

## Geschichte
Der Name De Pijp soll 1892 entstanden sein, als noch ein Stadtgraben vorhanden war und dieser mit einer Pijpenla (schlauchartiger Graben) verglichen wurde. Eine andere Erklärung führt den Namen darauf zurück, dass das Stadtviertel als erstes außerhalb des Stadtzentrums an Gasleitungen (Pijpen) angeschlossen wurde durch die Gaspijpencompanie. Der Albert Cuypmarkt entstand in einem Gebiet, wo früher Sägemühlen standen; der Stadtgraben wurde trockengelegt und die Sägemühlen abgebaut. Um 1900 bestand die Bevölkerung des Stadtviertels „YY“, später De Pijp genannt, aus Handwerkern, mittleren Beamten, Studenten, Künstlern und kleinen Betrieben.
In der Albert Cuypstraat waren stets mehr Händler anzutreffen, die viel Publikum anzogen und von der Polizei wegen Verkehrsbehinderung weggejagt wurden. Offiziell wurde dann 1905 die bestehende Situation von der Gemeinde legalisiert. 1930 wohnten noch rund 75.000 Menschen in De Pijp; während des Zweiten Weltkrieges war die Anzahl der Bevölkerung um die Hälfte zurückgegangen.
In den 1960er und 1970er Jahren wurde aus dem Stadtviertel-Markt der größte Handelsmarkt in den Niederlanden. Heute besuchen in den Sommermonaten täglich fast 20.000 Menschen den Markt mit seinen rund 300 Verkaufsständen und 1 km Länge und seinem internationalen Nahrungsmittelangebot an Geflügel, Fisch, Backwaren, Obst, Gemüse sowie Blumen, Kleidung, elektrische Artikel, Schmuck und vieles andere mehr. Er gilt als größter Wochenmarkt in Europa. 2005 feierte der Markt sein 100-jähriges Bestehen. Außer den Verkaufsständen gibt es zahlreiche Cafés, kleine und große Restaurants mit internationaler Küche, Spezialgeschäfte mit zum Beispiel Kräutern, Tee, Warenläden mit Kleidung, Haushaltsartikeln und anderen Artikel. War De Pijp und die Albert Cuypstraat einst ein typisches Arbeiterviertel, ist es heute, ähnlich dem Dappermarkt in Amsterdam-Oost, multikulturell geworden und gilt als Quartier Latin von Amsterdam mit internationaler Atmosphäre aus Kunst, Geschäften, Restaurants, kulturellen Einrichtungen und etwa 40 Nationalitäten.